# M18-granaat
De M18-granaat is een rookgranaat gebruikt door het Belgisch leger.

## Technische Gegevens
- Gewicht: 220 g
- Uitwerpingsstraal: 25 m
- Uitwerkingstijd: 45 s
- Vertragingsmechanisme: 1 s
- Effectieve dracht: 35 m

## Gebruik
De M18-granaat wordt gebruikt door de Landcomponent voor het snel aanleggen van een rookgordijn en voor de signalisatie naar helikopters en vliegtuigen. De M18 bestaat in een aantal kleurvarianten, die naargelang de tactische situatie een andere betekenis kunnen hebben.